# Ohkay Owingeh
Ohkay Owingeh (pronuncia [ˈokɛ oˈwiŋɛ]) è un pueblo e census-designated place (CDP) degli Stati Uniti d'America della contea di Rio Arriba nello Stato del Nuovo Messico. La popolazione era di 1,143 persone al censimento del 2010. Uno dei suoi confini è contiguo con Española, e si trova circa 25 miglia (40 km) a nord di Santa Fe. Ad Ohkay Owingeh si trova il quartier generale dell'Eight Northern Indian Pueblos Council.

## Geografia fisica
Secondo lo United States Census Bureau, ha un'area totale di 16,2 km².

## Società

### Evoluzione demografica
Secondo il censimento del 2010, c'erano 1,143 persone.

### Etnie e minoranze straniere
Secondo il censimento del 2010, la composizione etnica del CDP era formata dal 3,94% di bianchi, lo 0,09% di afroamericani, l'83,03% di nativi americani, lo 0,17% di asiatici, lo 0% di oceanici, il 9,01% di altre razze, e il 3,76% di due o più etnie. Ispanici o latinos di qualunque razza erano il 19,69% della popolazione.